# ۲۷ اوت
۲۷ اوت دویست و سی و نهمین (در سال‌های کبیسه دویست و چهلمین) روز سال در گاه‌شماری میلادی است. ۱۲۶ روز تا پایان سال باقی‌است.

## رویدادها
- ۴۷۹ (پیش از میلاد) - نبرد میکال بین شاهنشاهی هخامنشی و دولت‌شهرهای یونان
- ۱۹۱۶ - جنگ جهانی اول: پادشاهی رومانی با اعلان جنگ به امپراتوری اتریش-مجارستان در جانب متفقین وارد درگیری‌ها شد.
- ۱۹۳۹ - هاینکل هائی ۱۷۸ ساخت آلمان نخستین پرواز خود را به عنوان نخستین هواگرد جت به انجام رساند.

## زادروزها
- ۱۷۷۰ - گئورگ ویلهلم فریدریش هگل، فیلسوف آلمانی
- ۱۹۷۹ - آرون پال، بازیگر و تهیه‌کننده آمریکایی
- ۱۹۷۹ - محمد حسن علوان، رمان‌نویس عربستانی
- ۱۹۹۲ - ساره عطار، ورزشکار دو و میدانی سعودی-آمریکایی.[۱]